# Parasitellus
Genre
Parasitellus est un genre d'acariens mésostigmates de la famille des Parasitidae. Intimement inféodés aux bourdons sur lesquels ils peuvent être trouvés accrochés parfois en grand nombre, ils se nourrissent du pain d'abeille stocké dans le nid (cleptoparasitisme) ou sont prédateurs de petits arthropodes vivant également dans ces nids (nettoyage symbiotique). Les espèces de Parasitellus sont holarctiques.

## Description
Chez les adultes et les deutonymphes, la région ventrale arrière de l'abdomen (l'opisthogastre) possède plus de quarante paires de soies, ce qui distingue Parasitellus des autres genres de Parasitidae qui ont moins de trente paires de soies. Les espèces se différencient essentiellement entre elles par leur tectum, une structure en forme d'écusson située sur la partie ventrale. Il est triangulaire chez Parasitellus fucorum, plus allongé chez Parasitellus talparum,.

Le genre  Parasitellus
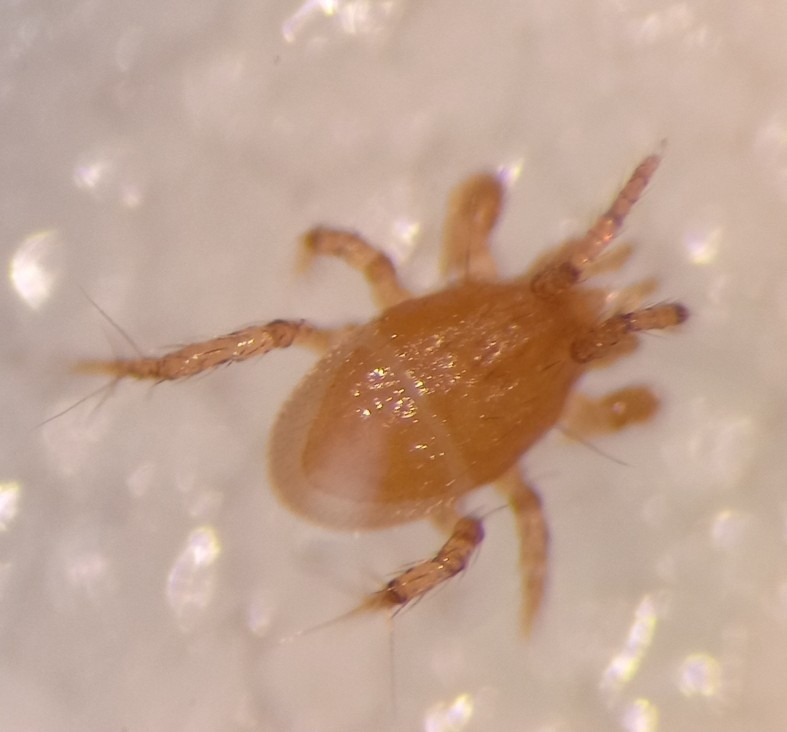
Parasitellus fucorum (Centre, France).
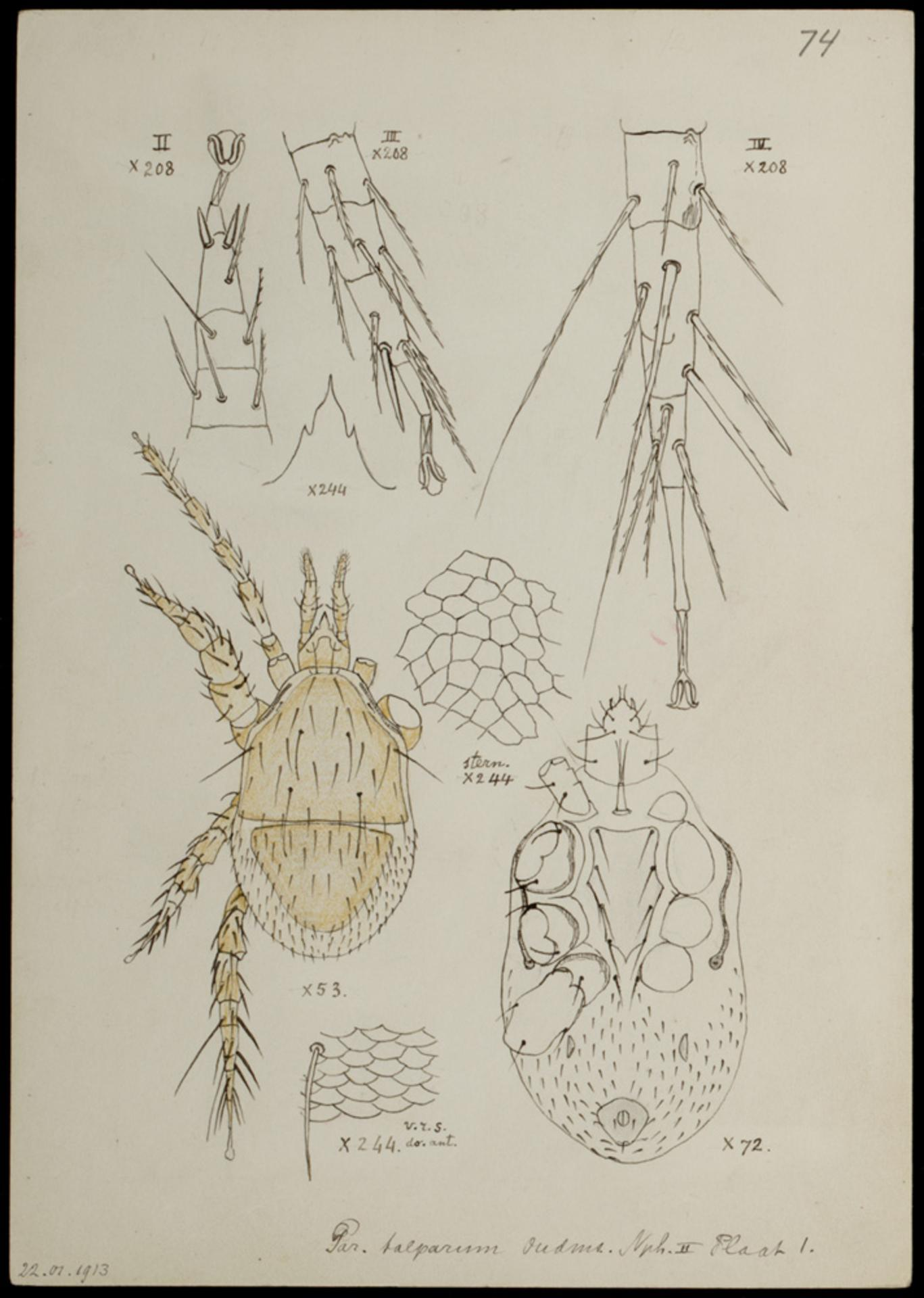
Parasitellus talparum (illustration de A.C. Oudemans).
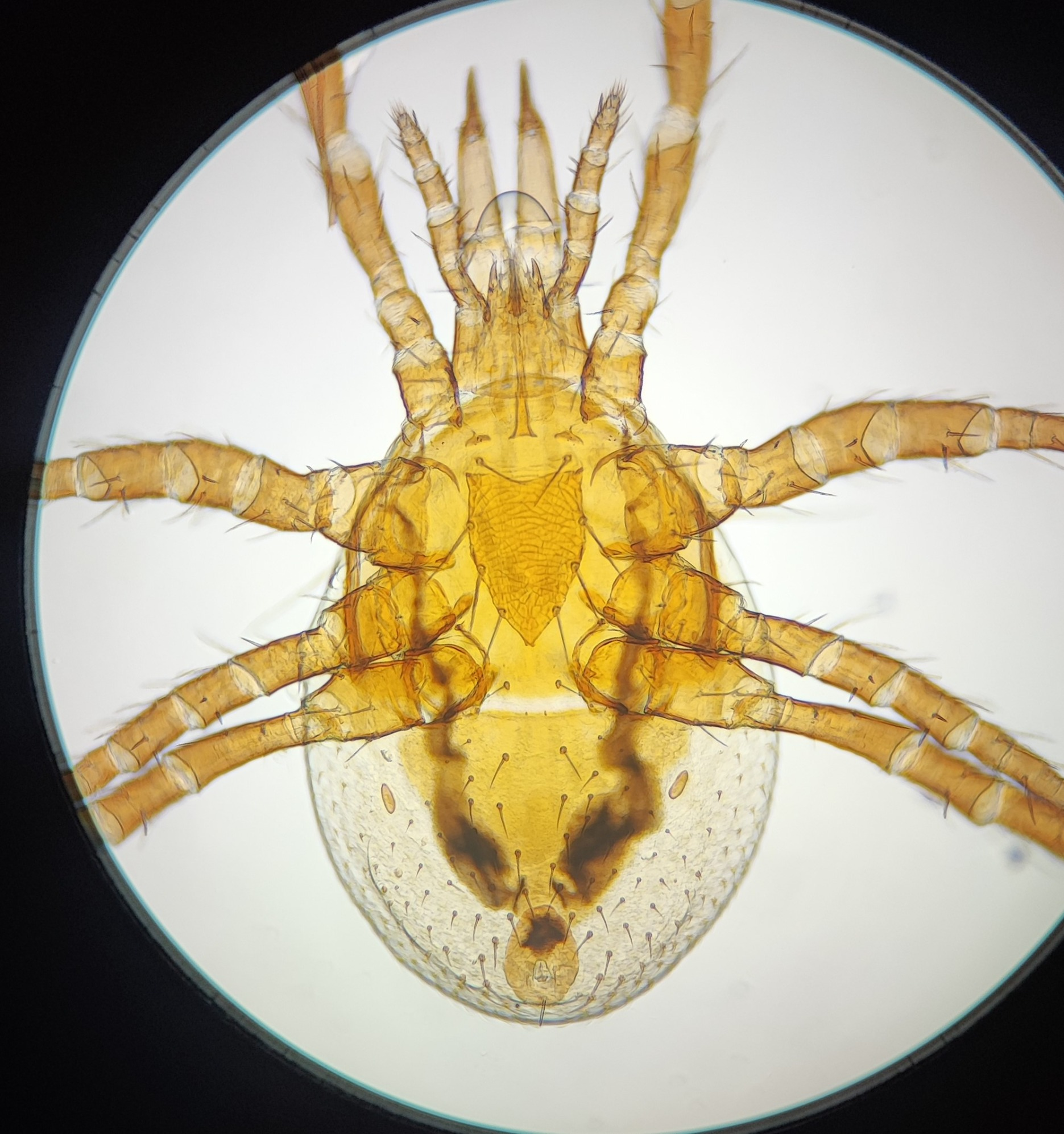
P. fucorum dont le tectum est triangulaire.
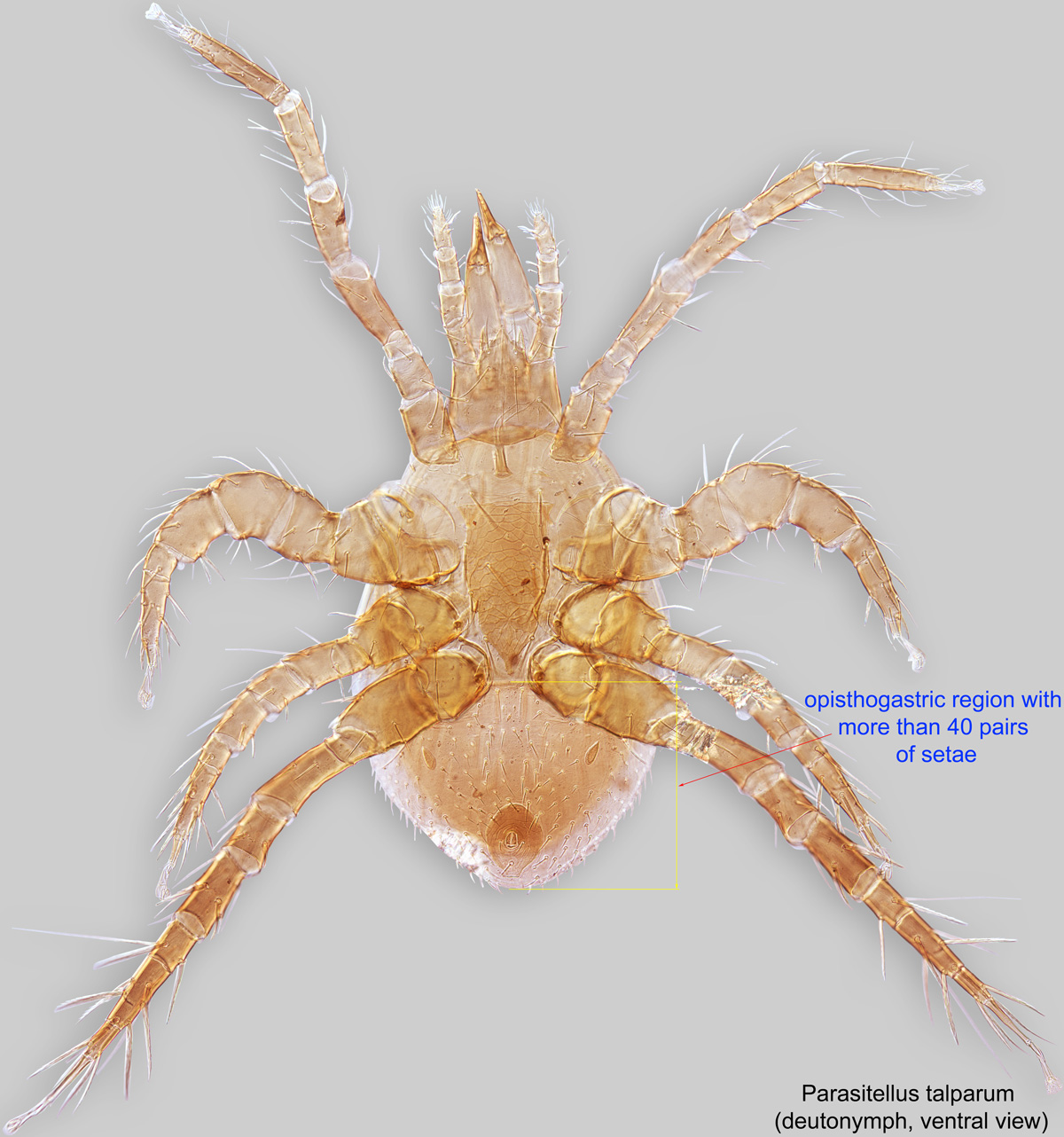
P. talparum dont le tectum est allongé.
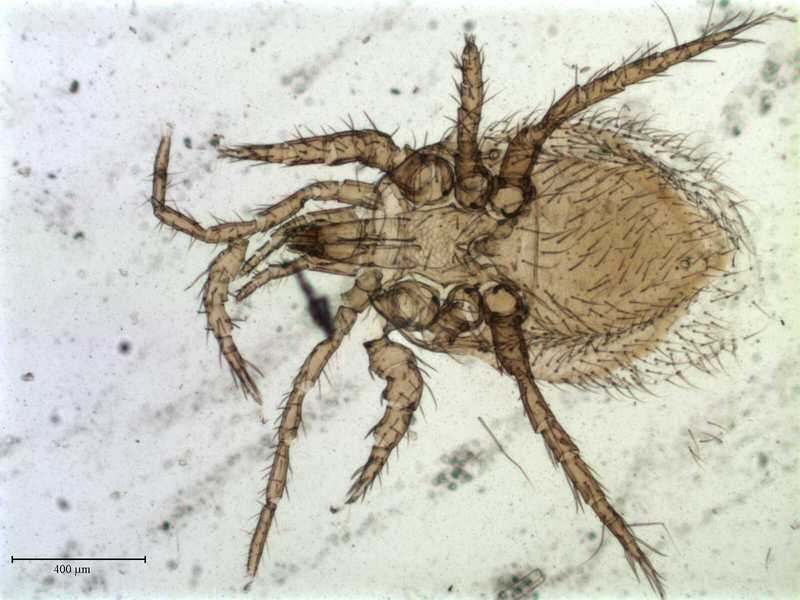
Parasitellus ignotus.
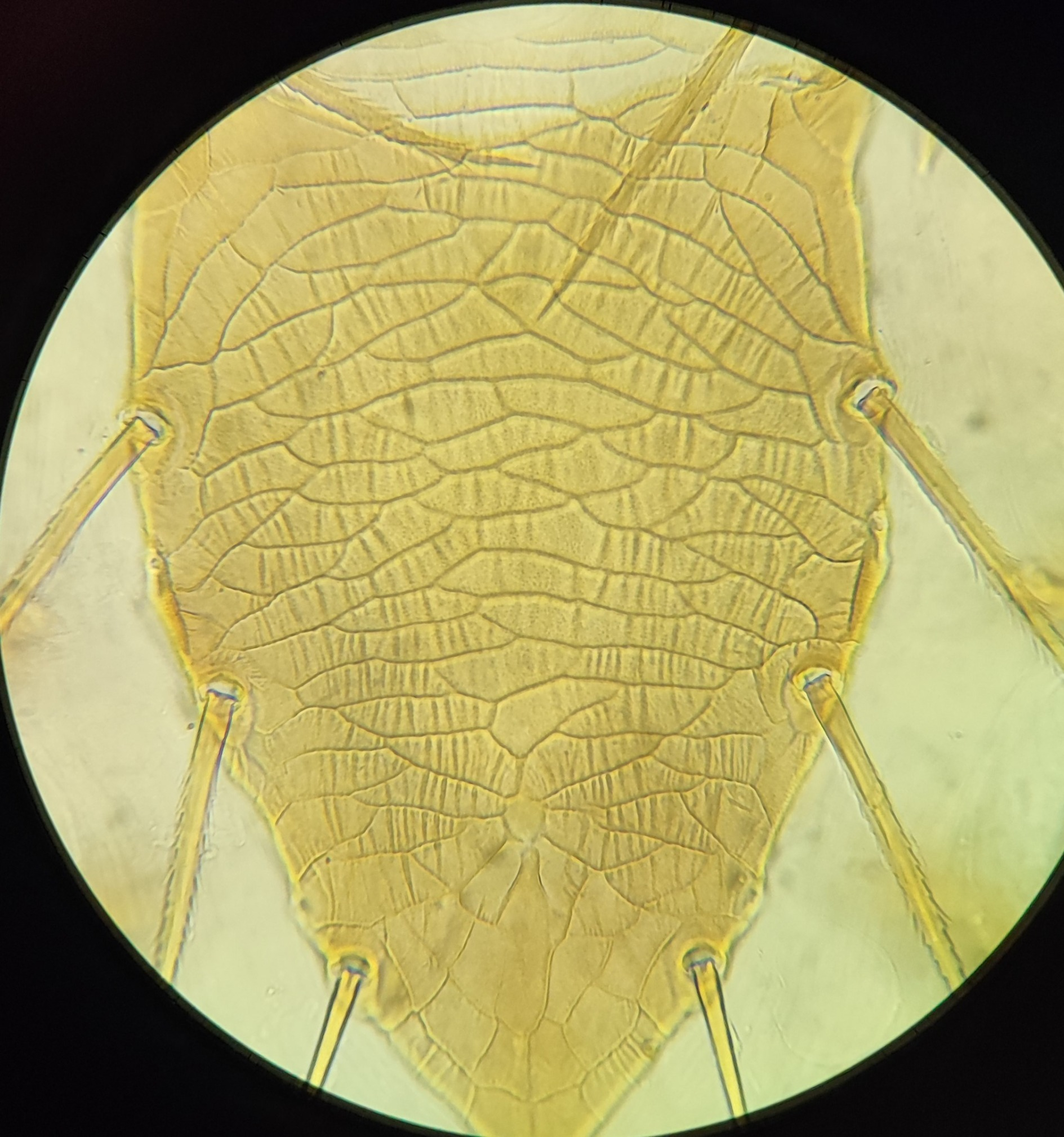
Tectum de P. fucorum.
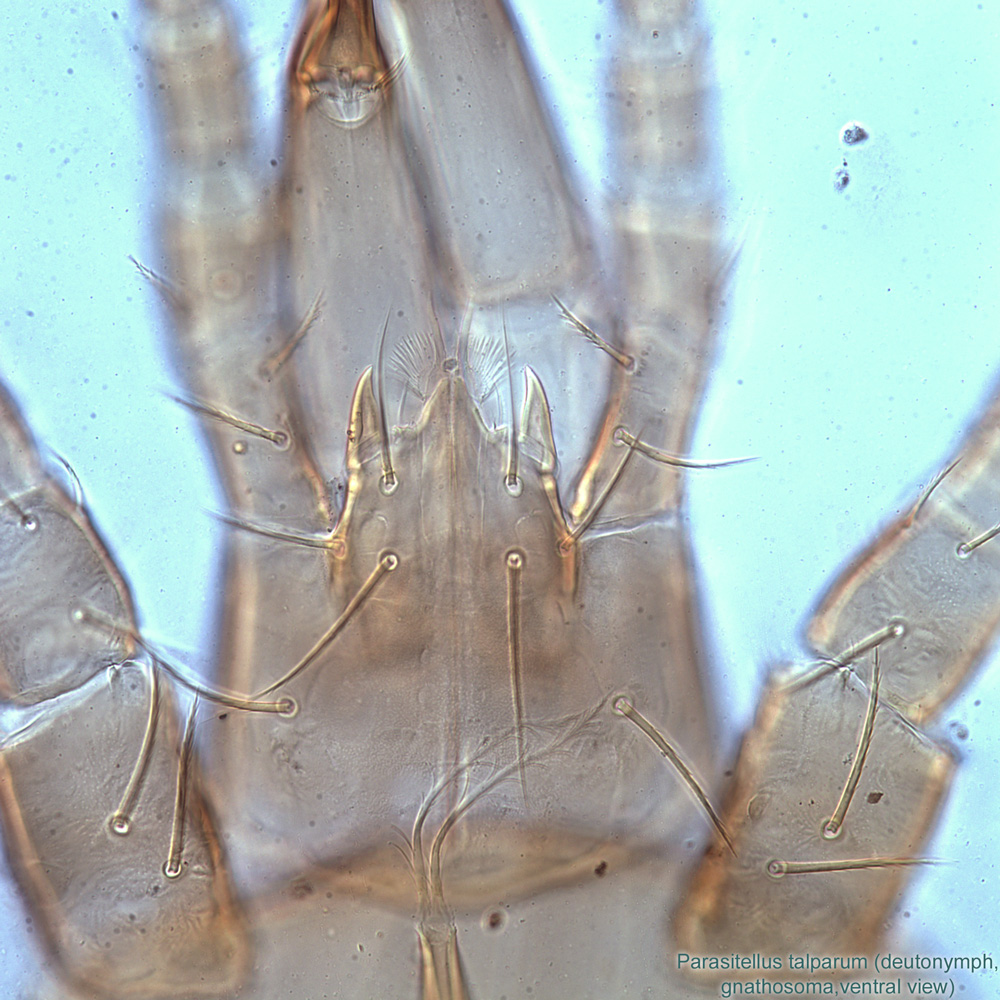
P. talparum : Gnathosoma (en).
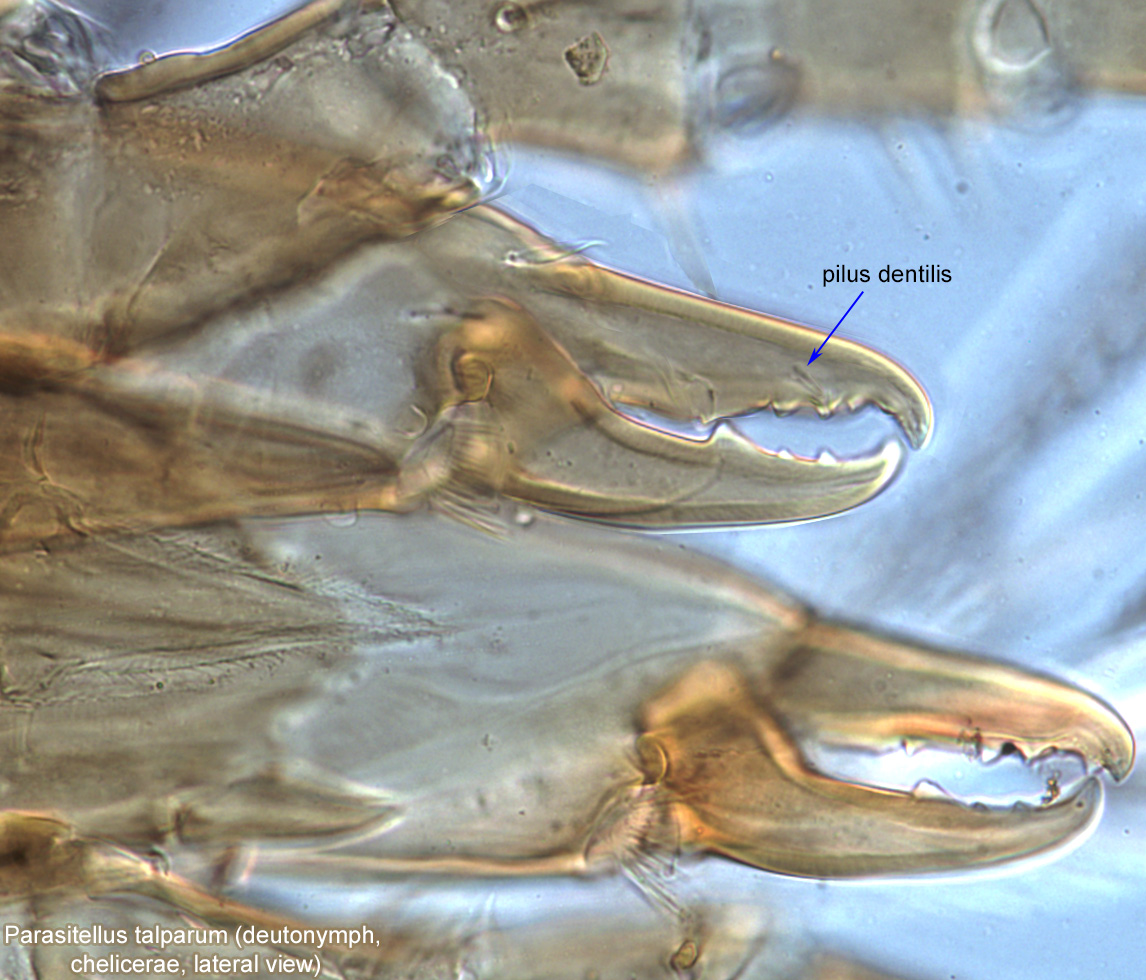
P. talparum : chélicères.

## Répartition
Commun dans la région holarctique (Amérique du Nord, Europe, Asie du Nord et Chine). Également signalé dans la région néotropicale (Argentine et Mexique). En France, l'Inventaire national du patrimoine naturel n'a référencé qu'une seule espèce sur le territoire métropolitain : Parasitellus fucorum.

## Espèces et castes associées

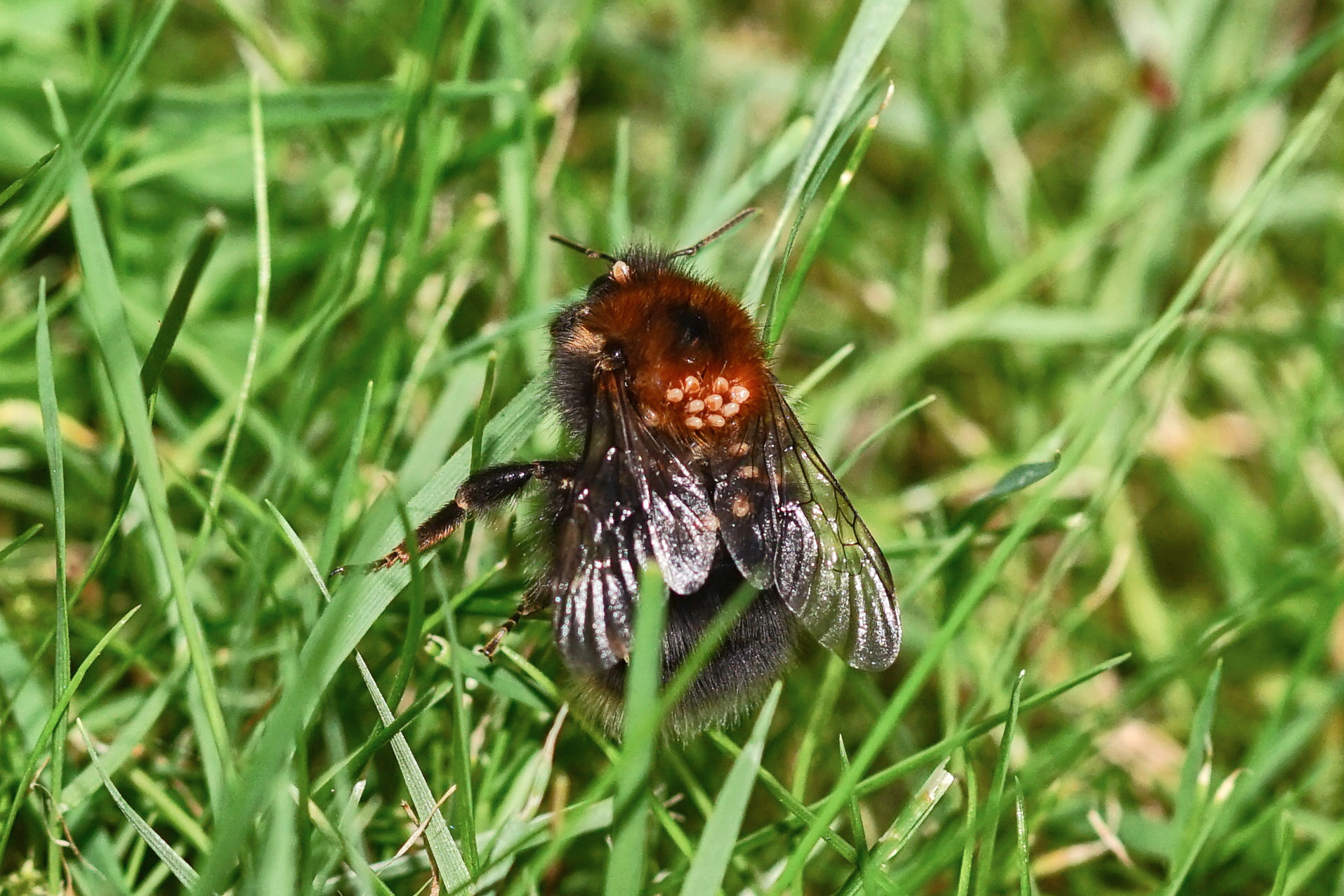
Bourdon portant quelques acariens du genre Parasitellus, peut-être Parasitellus fucorum.

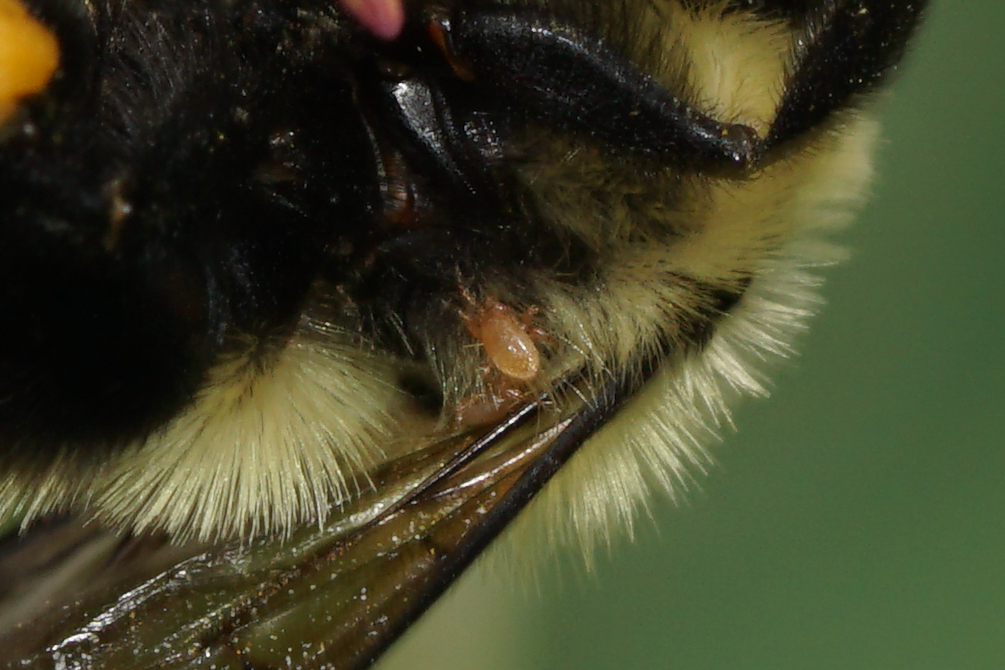
Acarien du genre Parasitellus sur Bombus bimaculatus.

Toutes les espèces du genre Parasitellus sont des associés obligatoires des bourdons. Quelques mentions occasionnelles proviennent également de colonies d'abeilles domestiques et de terriers de micromammifères qui sont des sites préférentiels pour les nids de bourdons.
Les espèces de Parasitellus ne sont pas spécifiques à une espèce de bourdon particulière, différentes espèces d'acariens pouvant se trouver dans un même nid ou sur un même individu.
La phorésie a lieu sur les reines, préférentiellement aux autres castes, mais les ouvrières et les mâles ainsi que les espèces de bourdons coucous sont également documentés.

## Cycle de vie

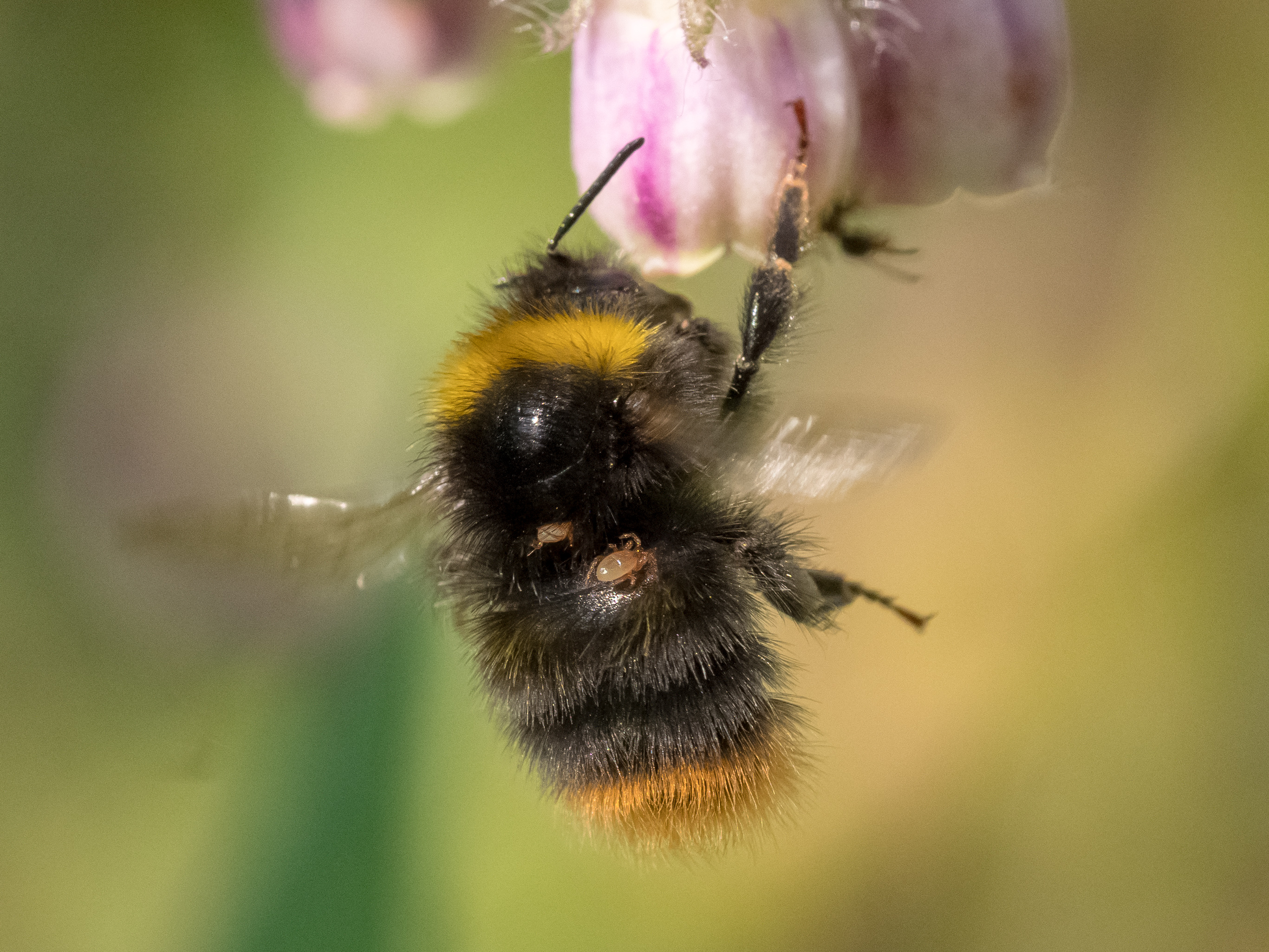
Bombus pratorum portant Parasitellus fucorum.

Le cycle de vie de Parasitellus se déroule du printemps à l'automne dans les nids de bourdons. Au stade tritonymphe, les acariens peuvent migrer activement de bourdons en bourdons en faisant étape sur des fleurs lors du butinage, où ils peuvent survivre jusqu'à 24 heures en se nourrissant de pollen mais aussi au stade deutonymphe par l'intermédiaire des jeunes reines bourdons coucous qui visitent les nids pour remplacer une reine en ponte. Les colonies étant annuelles, l'hivernage se passe au stade de deutonymphe sur les reines bourdons hivernantes.

## Impact parasitaire
La nature de l'association entre Parasitellus et ses bourdons hôtes oscille entre commensalisme positif et parasitisme. Chez Parasitellus fucorum, les mâles, les larves, les protonymphes et peut-être les deutonymphes sont prédateurs de micro(arthropodes dans les nids de bourdons, surtout d'autres acariens à tous les stades y compris les œufs. En pratiquant ce nettoyage symbiotique, ils sont bénéfiques à leurs hôtes. D'un autre côté, les femelles adultes et les deutonymphes se nourrissent de préférence de pain d'abeille dans les pots, composé de pollen et de nectar. Plus précisément, elles se nourrissent de la couche supérieure, les grains de pollen ainsi traités perdant leur couleur normale jaune vif ou bleue et deviennent pâles et plus translucides. Dans ce cas, il s'agit de cleptoparasitisme.

## Liste des espèces
Le genre Parasitellus comprend onze espèces,.
- Parasitellus arcticus (Karg, 1985)
- Parasitellus crinitus (Oudemans, 1903)
- Parasitellus fucorum de Geer, 1778
- Parasitellus hobbsi (Richards, 1976)
- Parasitellus ignotus (Vitzthum, 1930)
- Parasitellus inquilinobombus (Richards, 1976)
- Parasitellus jamalensis Davydova, 1988
- Parasitellus netskyi (Davydova and Bogdanov, 1976)
- Parasitellus papei Karg, 1985
- Parasitellus perthecatus (Richards, 1976)
- Parasitellus talparum (Oudemans, 1913)

## Clefs de détermination
- Détermination des espèces de Grande-Bretagne : (en) Hyatt, K. H., « Mites of the subfamily Parasitinae (Mesostigmata: Parasitidae) in the British Isles », Bulletin of the British Museum (Natural History) Zoology, vol. 38,‎ 1980, p. 237-378 (lire en ligne)
- Détermination des espèces d'Amérique du Nord : (en) B. OConnor and P. Klimov, « Genus Parasitellus  Willmann, 1939 », sur UMMZ Insect Division Resources (University of Michigan), 2012

## Systématique
Le genre Parasitellus a été créé en 1939 avec pour espèce type Parasitellus fucorum par l'acarologue allemand Carl Willmann (d) (1881-1968).